# Baustomus
Baustomus is een geslacht van hooiwagens uit de familie Cranaidae.
De wetenschappelijke naam Baustomus is voor het eerst geldig gepubliceerd door Roewer in 1932. 

## Soorten
Baustomus is monotypisch en omvat slechts de volgende soort:
- Baustomus macrospina